# Eleição municipal de Lagarto (Sergipe) em 2020
A eleição municipal de Lagarto em 2020 ocorreu no dia 15 de novembro (como o município não possui 200 mil eleitores, apenas o primeiro turno foi disputado), com o objetivo de eleger um prefeito, um vice-prefeito e 17 vereadores, que serão responsáveis pela administração da cidade para o mandato a se iniciar em 1° de janeiro de 2021 e com término em 31 de dezembro de 2024. 
Hilda Ribeiro, do Solidariedade, foi reeleita prefeita do munícipio em disputa com outros 4 candidatos. Ela venceu o deputado federal Fábio Reis (MDB) ao obter 28.041 votos, contra 22.963 de seu rival. Houve ainda 993 votos em branco e 3.319 votos nulos, além de 12.271 abstenções.

## Antecedentes
Na eleição de 2016, José Valmir Monteiro (PSC) foi eleito com ampla vantagem sobre Williams Cardoso, recebendo 32.966 votos contra apenas 720 do candidato do PPL. Era a segunda passagem dele na prefeitura municipal (ele havia exercido o cargo entre 2009 e 2012).
Porém, em março de 2019, foi afastado e preso por improbidade administrativa, fazendo com que a então vice-prefeita Hilda Ribeiro assumisse interinamente. Em novembro, teve seus direitos políticos suspensor por 5 anos, e em maio de 2021, com base no parecer do Ministério Público do Estado de Sergipe, foi punido com mais 3 anos sem concorrer a nenhum cargo público, desta vez por ter alugado um veículo alugado pela Assembleia Legislativa para uso na campanha eleitoral.

## Contexto político e pandemia
As eleições municipais de 2020 estão sendo marcadas, antes mesmo de iniciada a campanha oficial, pela pandemia do coronavírus SARS-CoV-2 (causador da COVID-19), o que está fazendo com que os partidos remodelem suas metodologias de pré-campanha. O Tribunal Superior Eleitoral (TSE) autorizou os partidos a realizarem as convenções para escolha de candidatos aos escrutínios por meio de plataformas digitais de transmissão, para evitar aglomerações que possam proliferar o vírus. Alguns partidos recorreram a mídias digitais para lançar suas pré-candidaturas. Além disso, a partir deste pleito, será colocada em prática a Emenda Constitucional 97/2017, que proíbe a celebração de coligações partidárias para as eleições legislativas, o que pode gerar um inchaço de candidatos ao legislativo. Conforme reportagem publicada pelo jornal Brasil de Fato em 11 de fevereiro de 2020, o país poderá ultrapassar a marca de 1 milhão de candidatos a prefeito, vice-prefeito e vereador neste escrutínio, o que não seria necessariamente bom, na opinião do professor Carlos Machado, da UnB (Universidade de Brasília): “Temos o hábito de criticar de forma intensa a coligação partidária, sem parar para refletir sobre os elementos positivos dela. O número de candidatos que um partido pode apresentar numa eleição, varia se ele estiver dentro de uma coligação, porque quando os partidos participam de uma coligação, eles são considerados como um único partido", afirmou Machado na reportagem.

## Candidaturas
| Prefeito(a)         | Prefeito(a) | Prefeito(a)   | Cargo político anterior                        | Vice-Prefeito(a)       | Vice-Prefeito(a) | Vice-Prefeito(a) | Coligação                                                                      | Número eleitoral |
| Candidato           | Partido     | Partido       | Cargo político anterior                        | Candidato              | Partido          | Partido          | Coligação                                                                      | Número eleitoral |
| Fábio Reis          |             | MDB           | Deputado federal por Sergipe (2015-atualmente) | Joãozinho de Solinha   |                  | DEM              | Lagarto de um Jeito Novo MDB, DEM, PSD, PP                                     | 15               |
| Hilda Ribeiro       |             | Solidariedade | Prefeita de Lagarto (2019-atualmente)          | Fábio Frank            |                  | Solidariedade    | Pra Lagarto Continuar Sorrindo Solidariedade, PDT, PSL, Republicanos, PTB, PSB | 77               |
| Ibrain de Valmir    |             | PSC           | Deputado estadual de Sergipe (2019-atualmente) | Ginaldo do Feijão      |                  | PSC              | Lagarto Voltará a ser Feliz PSC, PT, PL                                        | 20               |
| Jorge Prata         |             | PODE          | Sem cargo político anterior                    | Julinho                |                  | PODE             | Sem coligação                                                                  | 19               |
| Nininho da Bolo Bom |             | Cidadania     | Sem cargo político anterior                    | Professora Iara Fukano |                  | Cidadania        | Sem coligação                                                                  | 23               |

## Resultados

### Prefeito
| Candidato(a)           | Candidato(a)                    | Vice                               | 1º turno 15 de novembro de 2020 | 1º turno 15 de novembro de 2020 |
| Candidato(a)           | Candidato(a)                    | Vice                               | Total                           | Porcentagem                     |
| ---------------------- | ------------------------------- | ---------------------------------- | ------------------------------- | ------------------------------- |
|                        | Hilda Ribeiro (Solidariedade)   | Fábio Frank (Solidariedade)        | 28.041                          | 48,80%                          |
|                        | Fábio Reis (MDB)                | Joãozinho de Solinha (DEM)         | 22.963                          | 39,96%                          |
|                        | Ibrain de Valmir (PSC)          | Ginaldo do Feijão (PSC)            | 4.630                           | 8,06%                           |
|                        | Nininho da Bolo Bom (Cidadania) | Professora Iara Fukano (Cidadania) | 1.660                           | 2,89%                           |
|                        | Jorge Prata (PODE)              | Julinho (PODE)                     | 164                             | 0,29%                           |
| Total de votos válidos | Total de votos válidos          | Total de votos válidos             | 57.458                          | 93,02%                          |
| → Votos em branco      | → Votos em branco               | → Votos em branco                  | 993                             | 1,61%                           |
| → Votos nulos          | → Votos nulos                   | → Votos nulos                      | 3.319                           | 5,37%                           |
| Total de votos         | Total de votos                  | Total de votos                     | 61.770                          | 100%                            |
| Abstenções             | Abstenções                      | Abstenções                         | 12.271                          | 16,57%                          |
| Total de inscritos     |                                 |                                    |                                 |                                 |

## Vereadores eleitos
Foram eleitos 17 vereadores para a Câmara Municipal de Lagarto. Conforme o Tribunal Superior Eleitoral, foram apurados 54.836 votos nominais (94,72%) e 3.054 votos de legenda (5,28%) resultando em 57.890 votos válidos. Esta quantidade de votos válidos (93,72%), somada aos 1.114 votos em branco (1,8%) e 2.766 votos nulos (4,48%), resultou no comparecimento de 61.770 eleitores.
| Número | Candidato eleito             | Partido       | Votação | Porcentagem | Cidade onde nasceu | Unidade federativa |
| 15555  | Washington da Mariquita      | MDB           | 1.575   | 2,72%       | Lagarto            | Sergipe            |
| 25555  | Gilberto da Farinha          | DEM           | 1.335   | 2,31%       | Lagarto            | Sergipe            |
| 15123  | Alex Dentinho                | MDB           | 1.253   | 2,16%       | Lagarto            | Sergipe            |
| 55678  | Genisson de Tonho de Totonho | PSD           | 1.210   | 2,09%       | Lagarto            | Sergipe            |
| 55222  | Marcelo de Denilson          | PSD           | 1.187   | 2,05%       | Lagarto            | Sergipe            |
| 77456  | Gordinho de Jorge da Laranja | Solidariedade | 1.045   | 1,81%       | Aracaju            | Sergipe            |
| 77800  | Sandro do Boeiro             | Solidariedade | 1.029   | 1,78%       | Lagarto            | Sergipe            |
| 15000  | Marta da Dengue              | MDB           | 983     | 1,70%       | Lagarto            | Sergipe            |
| 20444  | Amilton Fontes               | PSC           | 938     | 1,62%       | Lagarto            | Sergipe            |
| 25666  | Carlos do Gás                | DEM           | 907     | 1,57%       | Lagarto            | Sergipe            |
| 12888  | Valmir de Carminho           | PDT           | 851     | 1,47%       | Lagarto            | Sergipe            |
| 77123  | Rubinho do Tanque            | Solidariedade | 849     | 1,47%       | Lagarto            | Sergipe            |
| 20333  | Vilanio do Treze             | PSC           | 847     | 1,46%       | Lagarto            | Sergipe            |
| 23789  | Josivaldo da Equoterapia     | Cidadania     | 805     | 1,39%       | Lagarto            | Sergipe            |
| 12555  | Belizário                    | PDT           | 737     | 1,27%       | Lagarto            | Sergipe            |
| 23333  | Matheus Correa               | Cidadania     | 719     | 1,24%       | Aracaju            | Sergipe            |
| 40100  | Dwitht do Assentamento       | PSB           | 606     | 1,05%       | Paripiranga        | Bahia              |